# Energie SaarLorLux
Energie SaarLorLux AG – niemiecki koncern energetyczny mający swoją siedzibę w Saarbrücken.

## Struktura
Akcjonariuszami przedsiębiorstwa są Engie Deutschland AG i Stadtwerke Saarbrücken GmbH. Firma działa w sektorze przemysłu energetycznego zaopatrując obszar miasta Saarbrücken w prąd elektryczny, gaz ziemny i ogrzewanie. Energie SaarLorLux AG wytwarza również energię elektryczną i ciepło we własnej elektrowni Römerbrücke. Klienci prywatni są zaopatrywani w ekologiczną energię elektryczną.